# John Mensah
John Mensah (Obuasi, 29 november 1982) is een Ghanees betaald voetballer die bij voorkeur in de verdediging speelt.

## Clubcarrière
Hij tekende in 2008 een contract bij Olympique Lyonnais, dat hem gedurende de seizoenen 2009/10 en 2010/11 verhuurde aan Sunderland AFC. In 2001 debuteerde hij in het Ghanees voetbalelftal, waarvoor hij meer dan vijftig interlands speelde. Voordien kwam Mensah uit voor onder meer Genoa, Stade Rennais en Chievo Verona.

## Interlandcarrière
Mensah maakte op 5 december 2001 zijn debuut voor de Ghanese nationale ploeg tegen Algerije. Hij zat in de nationale selecties die deelnamen aan de eindronde van het WK 2006 en het WK 2010. Hij vertegenwoordigde zijn vaderland eveneens op de Olympische Spelen 2004 in Athene, waar de selectie onder leiding van bondscoach Mariano Barreto in de groepsronde werd uitgeschakeld.

## Carrière
- 1999-2000: MBC Accra (jeugd)
- 2000: Bologna (jeugd)
- 2000-01: AC Bellinzona
- 2001-02: Genoa
- 2002-04: Chievo Verona
- 2004: Modena FC
- 2004-05: Chievo Verona
- 2005-06: US Cremonese
- 2006-08 : Stade Rennais
- 2008-12 : Olympique Lyonnais

→2009-11: Sunderland AFC (huur)
- 2012-13: Stade Rennes
- 2013: Asante Kotoko
- 2013-14: FC Nitra
- 2016-heden: AFC United